# Orest Lenczyk
Orest Lenczyk (en polaco: [ˈɔrɛst ˈlɛnt͡ʂɨk]; Sanok, Gobierno General, 28 de diciembre de 1942 - Cracovia, Polonia, 11 de junio de 2024) fue un jugador y entrenador de fútbol profesional polaco.

## Carrera como jugador
Lenczyk nació en Sanok. Jugaba como centrocampista, y jugó para equipos de divisiones inferiores como Sanoczanka Sanok, Stomil Poznań, Ślęza Wrocław y Moto-Jelcz Oława. A la edad de 28 años, Lenczyk terminó su carrera como futbolista y comenzó a trabajar como entrenador.

## Carrera como entrenador
Al principio, Lenczyk entrenó en varios equipos del sureste de Polonia, antes de encontrar un trabajo en el Wisła Kraków en 1975, donde fue asistente. Al año siguiente, se convirtió en el entrenador del primer equipo del Wisła, ganando el título de liga en la temporada 1977-78. Además, el Wisła de Lenczyk llegó a los cuartos de final de la Copa de Europa 1978-79, venciendo al Club Brugge y al Zbrojovka Brno, solo para perder ante el subcampeón, Malmö. Lenczyk trabajó para el Wisła en varias ocasiones (1984-1985, 1994, 2000-2001), y durante su última temporada en Cracovia, ganó la promoción a la segunda ronda de la Copa de la UEFA, después de eliminar al Real Zaragoza.
En octubre de 2005, consiguió un trabajo en el GKS Bełchatów. Después de una primera temporada difícil, el GKS terminó la temporada 2006-07 como subcampeón, con jugadores como Radosław Matusiak, Paweł Strąk, Łukasz Garguła y Piotr Lech. Fue despedido en marzo de 2008, después de cinco derrotas consecutivas. El 16 de abril de 2009, fue nombrado entrenador en jefe del Zagłębie Lubin, ganando la promoción a la Ekstraklasa. En agosto de 2009, Lenczyk se convirtió en el entrenador del Cracovia, reemplazando a Artur Płatek. Después de problemas con la gestión del Cracovia, llegó a un acuerdo con los altos mandos para disolver su contrato.
El 27 de septiembre de 2010, fue nombrado sucesor de Ryszard Tarasiewicz en el Śląsk Wrocław. El equipo terminó como subcampeón en la temporada 2010-11. En la campaña siguiente, el Śląsk ganó el título de liga.

## Fallecimiento
Lenczyk murió el 11 de junio de 2024, a la edad de 81 años. Fue enterrado el 15 de junio en el Cementerio de Bielany en Cracovia.

## Honores
Wisła Kraków
- Ekstraklasa: 1977–78 [8]

GKS Katowice
- Supercopa de Polonia: 1995

Śląsk Wrocław 
- Ekstraklasa: 2011–12
- Supercopa de Polonia: 2012
- Entrenador del mes de la Ekstraklasa: marzo de 2011,[9] septiembre de 2011.[10]

Individual
- Entrenador polaco del año: 1990, 2006 [8]
- Entrenador de la temporada de la Ekstraklasa: 2010–11[11]